# Eublemma caniceps
Eublemma caniceps är en fjärilsart som beskrevs av Hans Rebel. Eublemma caniceps ingår i släktet Eublemma och familjen nattflyn. Inga underarter finns listade i Catalogue of Life.